# Kleiner Semmering
Der Kleine Semmering ist ein 463 m ü. A. hoher Pass am Alpenostrand im Wienerwald in Niederösterreich bei Breitenfurt. Er bildet die Wasserscheide zwischen Wienfluss und Liesingbach. Er liegt an der Bezirksgrenze zwischen Mödling und St. Pölten. Während die Straße von Breitenfurt bis zum Pass relativ geradlinig ansteigt, gibt es auf der Nordseite von Wolfsgraben her einige Serpentinen.
Noch 1872 führte die Verbindung zwischen Breitenfurt und Wolfsgraben über das etwas nördlich des jetzigen Straßenübergangs gelegene Annen-Kreuz.
Auch der Hafnerberg wird umgangssprachlich als Kleiner Semmering bezeichnet.